# اهرینگس‌هاوزن
اهرینگسهاوزن (به آلمانی: Ehringshausen) یک شهر در آلمان است که در لان-دیل واقع شده‌است. اهرینگسهاوزن ۹٬۸۹۵ نفر جمعیت دارد.